# Friedrich Schleiermacher
 Der er for få eller ingen kildehenvisninger i denne artikel, hvilket er et problem. Du kan hjælpe ved at angive troværdige kilder til de påstande, som fremføres i artiklen.

Friedrich Daniel Ernst Schleiermacher (født 21. november 1768 i Breslau, død 12. februar 1834 i Berlin) var en tysk protestantisk teolog og filosof.
Schleiermacher tilhørte romantikernes kreds. Til forskel fra oplysningens rationelle religionsfilosofi forlagde han religionen til følelsen; religionens væsen er "fornemmelse og smag for det uendelige". Kristendommen har til opgave at forløse mennesket fra den "syndefulde endelighed".
Schleiermacher virkede først som prædikant men blev senere professor i Halle og fra 1810 ved det nye universitet i Berlin, Humboldt-Universität zu Berlin. Der udviklede han en lære som udgår fra den "fromme selvbevidsthed" og afleder religionen fra mennesket. Kristus er "mennesket i sig", den guddommelige idé om mennesket, fra hvilken nåden og frelsen udgår.
Troen og den indre kærlighed skal ifølge Schleiermacher være drivkraft for handling. I den ånd engagerede han sig for kirkens frihed over for fyrsterne. Han omdefinerede endvidere dogmatikkens opgave ved at relativere den historisk. Den skal ikke føre til tro, men udvikle de troendes forståelse af troens indhold inden for en historisk epoke. Hans lære om troen og hans etik og hermeneutik har haft vidtrækkende eftervirkninger.
Grane slutter sit afsnit om Schleiermacher med en vurdering af hans betydning:

"... Det er ikke her opgaven at tage stilling til, om Schleiermacher havde ret. Hans storhed består i, at han ikke ville stille sig tilfreds med halve løsninger. Det er rigtigt , at han gør kristendommen til et integrerende led i det menneskelige åndsliv. Men inden man hæver stemmen, evt. på åbenbaringens vegne, må man stille sig selv det spørgsmål, hvorledes vi skulle kunne beskæftige os med noget der ikke er menneskeligt? Det er let nok at sige åbenbaring og hævde, at den er guddommelig og ikke menneskelig, men har man dermed løst det problem, Schleiermacher arbejdede med? Sammenlignet med ham er tidens øvrige universitetssteologi som forsøg på at reagere på de vilkår, det nye århundrede stillede, relativt uinteressant. 

Hverken rationalismen, der indtil ca. 1830 havde en fremtrædende stilling ved de teologiske fakulteter, eller den såkaldte "vækkelsesteologi" tog for alvor fat på problemerne. Ingen af disse retningers repræsentanter bidrog til en klarere forståelse af kristendommens stilling i tidens sammenhæng ..." (Grane, s. 91)